# 劉美芳
劉美芳（1978年12月7日—），中華民國女性政治人物，現任中國國民黨新北市議員。

## 家庭
出生于板橋政治世家。祖父劉順天在日本時代曾當日本刑警，後來投資房地產致富，二戰後加入中國國民黨，曾擔任國民黨第五屆台北縣議員、板橋鎮長及升格台北縣轄板橋市長。父親劉炳偉曾任板橋市民代表會主席、立法委員、臺灣省議員、臺灣省議會議長。

## 從政經歷
2009年9月，獲選為中國國民黨第18屆中央委員。2010年代表中國國民黨參選新北市第1屆議員第四選區（板橋區）市議員當選。在新北市議員選舉期間，與同黨籍議員參選人曾煥嘉（板橋區）、邱烽堯（中和區）、劉哲彰（新店區）以及許正鴻（新店區）共同組成「新枝芽連線」，連線成員皆當選為該屆議員。。
2014年，成功連任，同時獲選新北市議會中國國民黨黨團副書記長。
2018年、2022年，成功連任。

## 選舉紀錄
| 年度 | 選舉屆數             | 選舉區           | 所屬政黨   | 得票數 | 得票率 | 當選標記 | 備註 |
| ---- | -------------------- | ---------------- | ---------- | ------ | ------ | -------- | ---- |
| 2010 | 第一屆新北市議員選舉 | 新北市第四選舉區 | 中國國民黨 | 21,953 | 7.16%  |          |      |
| 2014 | 第二屆新北市議員選舉 | 新北市第四選舉區 | 中國國民黨 | 18,343 | 6.70%  |          |      |
| 2018 | 第三屆新北市議員選舉 | 新北市第四選舉區 | 中國國民黨 | 21,263 | 7.51%  |          |      |
| 2022 | 第四屆新北市議員選舉 | 新北市第五選舉區 | 中國國民黨 | 18,796 | 7.33%  |          |      |

## 爭議

### 新北寶仁幼兒園餵藥案
2023年6月6日劉美芳在新北市議會質詢中指出她於4月就接獲這個案子，但因為政治因素沒有開記者會。6月8日家長亦指4月就打寄信給到市長信箱與1999通報，同為中國國民黨執政的侯友宜新北市政府則反駁家長1999和市長信箱皆沒有收到，並稱5月15日接獲通報後，即主動報請司法偵查。6月10日晚上劉美芳改口，表示自己是是口誤、講錯日期。6月13日，侯友宜赴新北市議會參加新北幼兒園案專案報告時，劉美芳在當眾對著主席台向侯友宜鞠躬道歉，表示自己當初口誤說出1999引發風波，希望民進黨也能為自己散播謠言而道歉，引發社會與朝野議論。

## 外部連結
- 劉美芳粉絲團的Facebook專頁